# Elecciones en Anguila

Distritos electorales en Anguilla

Anguila elige a una legislatura a nivel territorial. La Casa de Asamblea tiene 11 miembros, 7 miembros electos para un plazo de cinco años en circunscripciones de un solo escaño, 2 exmiembros officio y 2 miembros nominados. Anguila tiene un sistema multipartidista.